# 藤原殖子
藤原殖子（1157年（保元2年）—1228年10月15日（安貞2年9月16日））是日本平安时代后期高仓天皇的典侍，守贞亲王（后高仓院）与后鸟羽天皇之母。

## 人物生平
藤原殖子是修理大夫藤原信隆的女儿，母亲藤原休子。父亲的另一位妻子是当时的第一权臣军事贵族平清盛的女儿。年月不详，殖子入宫为高仓天皇中宫平德子（平清盛的女儿）的侍女，称兵卫督。
殖子后来得到了高仓天皇的宠爱，不久即封为典侍，又累封从三位。在中宫平德子生下第一皇子言仁亲王、即后来的安德天皇还不满4个月时，殖子于治承3年（1179年）2月28日生下了第二皇子守贞亲王。治承4年（1180年）2月21日高仓天皇退位，安德天皇即位。将近半年后的治承4年（1180年）7月4日殖子又生下第四皇子尊成亲王。治承5年（1181年）1月14日高仓天皇驾崩。
寿永2年（1183年）7月，平氏政权被木曾义仲军压迫，一族之人奉安德天皇向京城西部的九州撤退。殖子之子守贞亲王因为自出生便被平清盛四子平知盛夫妇抚养，作为后备也被一起带走。同时，殖子的第二子尊成亲王被推举为新任天皇，在没有皇室三神器的情况下即位为帝。
文治元年（1185年）3月，平家灭亡，守贞亲王回到京城。建久三年（1190年），殖子以国母之尊得封准三宫，并获得女院宣下，院号为七条院。元久二年（1205年），殖子出家，法名真如智。
承久之乱爆发后，儿子后鸟羽天皇方的官军不敌镰仓军，北条泰时等攻陷京师，后鸟羽天皇被迁到鸟羽殿幽闭，幕府逼其剃发出家。后鸟羽天皇让藤原信实为自己画像，将画像留给母亲殖子。而殖子则与儿媳修明门院藤原重子（后鸟羽天皇后妃）同车，前往鸟羽殿希望探望后鸟羽天皇。后鸟羽院揭开帘子看了二人一会儿，即放手令二人速速离开。两位女院悲戚不已，终因不得入宫而离开。后鸟羽院随后被幕府流放到隐岐。
后来，在幕府的干涉下，与承久之乱无关的殖子的儿子守贞亲王（行助入道亲王）一系被确立为新皇统，因守贞亲王已出家，故上尊号尊称太上天皇，为后高仓院。守贞亲王之子即位为后堀河天皇。
安贞二年（1228年）9月，殖子薨，享年七十二。